# 夢想大都會
夢想大都會 （City Life）為一款讓玩家建造一座現代城市的城市建造遊戲。 其為第一款能讓玩家在立體（全3D）的環境下執行的城市建造遊戲。其開發者為法國的基督山遊戲。其在法國由Focus發行，在德國與英國為Deep Silver發行，而在北美則由CDV]。於2006年5月發售。

## 文獻參考
- Vidéo City Life - Four videos - A trailer, E3 and two gameplay videos.
- Screen Collection

## 外部連結
- 夢想大都會官方網站
- Focus Official Site (法國)（页面存档备份，存于）
- Official City Life forum (德國 英國)
- Official City Life forum (僅美國) （页面存档备份，存于）
- Gengaming Interviews City Life （页面存档备份，存于） - 關於研發夢想大都會的訪談
- 英寶格遊戲 (臺灣) （页面存档备份，存于）